# Сар Кенг
Сар Кенг (кхмер. ស ខេង; род. 15 января 1951, Прейвэнг) — камбоджийский политик, один из руководителей правящей Народной партии Камбоджи, вице-премьер министр внутренних дел в 1992—2023 годах. В 1970-х — участник гражданской войны со стороны Красных кхмеров, в 1980-х — видный деятель провьетнамского режима НРК. Родственник и сподвижник Чеа Сима. Многолетний куратор силовых структур в правительстве Хун Сена. После ухода с правительственного поста назначен королевским советником.

## Деятель «Красных кхмеров»
Родился в крестьянской семье националистического активиста. После республиканского переворота 1970 года выступил против Кхмерской Республики генерала Лон Нола и присоединился к Красным кхмерам. В этом качестве участвовал в гражданской войне. Служил в пропагандистском аппарате полпотовского режима в восточных и северо-восточных районах.
В 1977 году Пол Пот начал партийную чистку, причём функционеры приграничной «Восточной зоны» находились под особым подозрением. Подобно Хенг Самрину, Чеа Симу, Хун Сену, Сар Кенг, не дожидаясь репрессий, перешёл в оппозицию и перебрался во Вьетнам. В 1978 году вступил в Единый фронт национального спасения Кампучии, созданный провьетнамски настроенными камбоджийскими коммунистами. С тех пор у Сар Кенга сложились тесные служебно-политические связи и близкие личные отношения с Хун Сеном и Чеа Симом.

## Партийный руководитель
7 января 1979 года вьетнамские войска вступили в Пномпень. Режим «Демократической Кампучии» был свергнут, провозглашена Народная Республика Кампучия (НРК). Новый государственный режим политически контролировался Ханоем и держался присутствием вьетнамского военного контингента. Полпотовцы, республиканцы и монархисты создали объединённую оппозицию и повели партизанскую войну против вьетнамской оккупации и властей НРК.
Сар Кенг был назначен секретарём первого генерального секретаря правящей в НРК Народно-революционной партии Кампучии (НРПК) Пен Сована. В конце 1981 года Пен Сован был арестован вьетнамцами, однако Сар Кенг продолжал политическое возвышение. В 1984 году Сар Кенг вошёл в состав ЦК, в 1988 году — Политбюро НРПК. В 1990 году назначен председателем организационной комиссии НРПК, что являлось одной из самых сильных позиций в партийном руководстве. В ведении Сар Кенга были назначения на ключевые партийные и государственные посты, в том числе министерские и губернаторские.

## Глава МВД
23 октября 1991 года были заключены Парижские соглашения о политическом урегулировании. В Камбодже учреждалась многопартийная система, прямой контроль правящей партии над правительством и государственной администрацией подлежал упразднению. 3 февраля 1992 года Сар Кенг занял пост министра внутренних дел Государство Камбоджа и сохранил его после восстановления монархии в 1993 году.
Широкая компетенция МВД — контроль над полицией, госбезопасностью, провинциальными администрациями — сделала Сар Кенга одним из самых влиятельных государственных руководителей. Его союзником и покровителем выступал председатель правящей Народной партии Камбоджи (НПК) Чеа Сим, которому Сар Кенг приходился шурином.
До 2006 года МВД формально управлялось двумя соминистрами — Сар Кенгом от НПК и представителем монархической ФУНСИНПЕК Йу Хокри. Однако реальный контроль над министерством принадлежал Сар Кенгу. После 2006 года Сар Кенг стал единственным министром внутренних дел и вице-премьером Камбоджи. Под его руководством была создана система жёсткого политического контроля и подавления оппозиции. В то же время Сар Кенг всегда предпочитал прямому насилию политическое маневрирование.
Отмечалось, что после выборов 1993 года Сар Кенг активно привлекал на службу в МВД представителей Либерально-демократической партии генерала Сак Сутсакана. Целью такой кадровой политики были усиление функционального и интеллектуального потенциала министерства за счёт политиков KPNLF.
Во второй половине 1990-х годов Сар Кенг рассматривался как представитель «умеренной фракции» (её лидером считался Чеа Сим) — противостоявшей откровенно диктаторским тенденциям премьер-министра Хун Сена и его доверенного силовика Хок Лунди, начальника личной охраны премьера. Летом 1997 года Сар Кенг выступал против государственного переворота, запланированного Хун Сеном и осуществлённого Хок Лунди, однако принял его результаты.

## Политические особенности
В 2008 году в авиационной катастрофе погиб Хок Лунди. Это заметно усилило позиции Сар Кенга как главы МВД. Он укрепил свои позиции как куратор силовых структур. Уделяет особое внимание комплектованию полиции и профессиональной подготовке полицейских кадров.
После смерти Чеа Сима в июне 2015 года Сар Кенг стал рассматриваться в качестве «номер 3» правящей НПК — после председателя Хун Сена и почётного председателя Хенг Самрина. Тогда же король Камбоджи Нородом Сиамони присвоил Сар Кенгу почётный титул самдеть.
В руководстве НПК и правительстве Камбоджи Сар Кенг играл роль своеобразного посредника и компромиссного переговорщика с оппозицией. Так, в ноябре 2015 года Сар Кенг провёл конфиденциальную встречу с лидером оппозиционной Партии национального спасения Камбоджи (ПНСК) Сам Рейнгси для урегулирования очередного кризиса, возникшего после нападений сторонников НПК на депутатов от ПНСК. Распоряжением Сар Кенга был уволен из МВД подполковник Пенг Ваннак за угрозы в адрес оппозиционного политика Кем Сокха. В июле 2016 года Сар Кенг снова предложил Кем Сокха политический диалог — после того, как оппозиционеру приходилось скрываться в партийном офисе под угрозой ареста.
В то же время аппарат МВД под руководством Сар Кенга неуклонно проводил политический курс Хун Сена и выполнял его директивы. Полицейскими силами были подавлены протесты 2013—2014, принуждён к эмиграции Сам Рейнгси, арестован и приговорён к многолетнему заключению Кем Сокха. В своих публичных выступлениях Сар Кенг акцентировал единство НПК, резко одёргивал оппозиционеров, подчёркивал свою неуклонную лояльность главе правительства.
Сар Кенг известен также антикоррупционной риторикой, демонстративными предупреждениями чиновникам, совершающих противоправные деяния — например, допускающих запрещённые рыболовецкие промыслы.

## Переход в советники
22 августа 2023 года Хун Сен — в соответствии с ранее проведёнными решениями НПК — передал пост премьер-министра своему сыну Хун Манету. В новом составе правительства сменился, в частности, министр внутренних дел: Сар Кенг ушёл в отставку, во главе МВД стал его сын генерал Сар Сокха. В тот же день король издал указ о назначении Сар Кенга своим личным советником.